# رورر
رورر (بالإنجليزية: Rorer)‏ كانت شركة صناعة دوائية أمريكية تأسست عام 1910 واستحوذت عليها رون بولنك الفرنسية عام 1990.

## التاريخ
أسسها الصيدلاني ويليام رورر (بالإنجليزية: William H. Rorer)‏ في فيلادلفيا عام 1910.
في عام 1949 سوقت مالوكس ليكون أكثر مضاد الحموضة مبيعا في الأسواق.
في عام 1968 اندمت مع شركة أمتشن (بالإنجليزية: Amchen)‏.
في عام 1990، استحوذت عليها رون بولنك الفرنسية مقابل مبلغ 1.7 مليار دولار.